# Karivärava
Karivärava  est un village estonien appartenant à la commune de Rakvere dans le Virumaa occidental. Sa population est de 42 habitants au 1er janvier 2010. 